# Żywiecká přehradní nádrž
Żywiecká přehrada (polsky Jezioro Żywieckie) je přehradní nádrž v okrese Żywiec ve Slezském vojvodství v Polsku. Nachází se na řece Sołe nedaleko města Żywiec v Żywiecké kotlině mezi Malými Beskydami a Żywieckými Beskydami. Přehrada leží na území města Żywiec a vesnic Zarzecze, Tresna.

## Parametry
Přehradní nádrž je 8 km dlouhá a 2 km široká. Má rozlohu 10 km². Dosahuje hloubky 20 m. Objem zadržené vody může být až 100 mil. m³. Leží v nadmořské výšce 337 m.
Celkový objem – 94,60 mil. m³, vyrovnávací objem - 67,7 mil. m³, normální hladina hráze – 342,56 m n. m., minimální hladina hráze – 320,94 m n. m. Při normálním stavu hráze je maximální délka nádrže 6,6 km, průměrná délka nádrže je 6,25 km, délka břehové čáry (obvod) 33,7 km, maximální šířka nádrže je 3,1 km, šířka nádrže v její střední části je 2,5 km a průměrná šířka je 1,51 km. Maximální hloubka nádrže je 26,8 m a průměrná 8,6 m. Nádrž Żywiec vznikla přehrazením vody řeky Soła zemní hrází. Je dlouhá 310 m, vysoká 39 m nade dnem údolí a byla postavena v říčním km 41,9.
Nádrž je systematicky zanášena říčním nánosem z vodních toků, které do ní vtékají, a zasypávána materiálem, který vzniká abrazí jejích břehů. Odhaduje se, že během přibližně 70 let od data výstavby se kapacita nádrže sníží přibližně o 50 %.

## Historie
Výstavbu přehrady uspíšila povodeň v červnu 1958, která postihla Żywieckou oblast. V roce 1960 byly zahájeny projektové práce a výstavba nových silnic kolem budoucí nádrže. na výstavbu hráze byl použitý kámen z lomu nedaleko Tresné. Díky výstavbě přehrady byla do obce Czernichow v roce 1960 přivedena elektřina. Na výstavbě se od poloviny roku 1960 podíleli i vojáci. Na podzim roku 1960 došlo k sesuvu půdy a odstraňování této havárie opozdilo výstavbu. V září 1962 byla řeka Soła přehrazena a její vody nasměrovány do štoly, ve které měla být později instalována vodní turbína.
V roce 1964 byla otevřena silnice ze Żywce do Czernichowa přes Wilczy Jar na ni byla na konci roku 1964 plně odkloněna veškerá doprava. Za tím účelem byly zbourány všechny dřevěné mosty, aby nebylo možné využívat starou cestu. Na jaře začalo kácení stromů, které se nacházely na dně jezera. Do té doby bylo zbořeno dvě stě z šesti set domů a polovina obyvatel oblasti opustila své domovy. Byla přeložena železniční trať a zastávka u Pietrzikowic.
V polovině roku 1965 bylo zahájeno napouštění vodní nádrže. Napouštění bylo pomalé také proto, že bylo zároveň napouštěno Międzybrodzké jezero, které bylo vypuštěné kvůli revizi. Na podzim 1966, kdy se jezero rozprostíralo od Tresné po Żywiec, bylo do jezera vypuštěno 1,35 milionu kusů štik a pstruhů. V následujícím roce byla oficiálně zahájena rybářská sezona. Oficiální otevření přehrady a zároveň říční kaskády na řece Sołe se uskutečnilo 12. listopadu 1967, včetně uvedení do provozu vodní elektrárny.
Při napuštění vodní nádrže byly zatopeny dvě vesnice: Stary Żywiec a Zadziele a části obcí Tresna a Zarzecze. Ze zatopených vesnic bylo vystěhováno na 4 000 obyvatel.
Dne 15. listopadu 1978 se v úseku tzv. Wilczy Jarz u Oczkowa zřítily do jezera z výšky 18 m dva autobusy, které vezly horníky do práce. Zahynulo třicet osob.
V roce 2012 jezero vyplavilo tabernákulum z 19. století, které pravděpodobně pochází z dřevěného kostela v zatopené obci Starý Żywiec.

## Elektrárna
Elektrárna byla uvedena do provozu v roce 1967. V letech 2001–2003 byla komplexně modernizována. Elektrárna využívá přirozený spád. Je vybavena dvěma kaplanovými turbínami a asynchronními generátory vyrobenými v ČKD Blansko a ČKD Praha.

### Data
- instalovaný výkon: 21 MW,
- hltnost: 122,0 m³/s,
- jmenovitý spád: 20,4 m,
- průměrná roční výroba elektrárny je 2,8 GWh

### Turbína: Kaplanova
- instalovaný výkon: 10,5 MW
- hltnost: 61 m³/s
- otáčky: 214,3 os/mn

### Sypaná zemní hráz[7]
- výška: 38 m
- šířka v koruně: 10 m
- délka v koruně: 300 m

## Využití
Přehrada je využívaná k rekreaci a slouží také k omezení povodní na horním toku Visly.